# Campionat d'escacs del Canadà
Aquesta és una llista dels vencedors del Campionat d'escacs del Canadà, el torneig que serveix per determinar el campió d'escacs del Canadà. És també conegut com a Campionat d'escacs tancat del Canadà (Canadian Closed en anglès) per tal de distingir-lo del Canadian Open, un torneig anual de molta rellevància internacional. El campió del Canadian Closed passa a la següent fase del cicle pel Campionat del món de la FIDE.

## Quadre d'honor
Els campions per millor coeficient o per matx de desempat són destacats amb un asterisc al costat del seu nom.
- 1872 torneig no finalitzat
- 1873 Albert Ensor
- 1874 William Hicks
- 1875 George Jackson
- 1876 Edward Sanderson
- 1877 Henry Howe
- 1878 Jacob Ascher
- 1879 Edwin Pope
- 1881 Joseph Shaw
- 1882 Edward Sanderson
- 1883 Jacob Ascher, Henry Howe
- 1884 Francois-Xavier Lambert
- 1886 Nicholas MacLeod
- 1887 George Barry *, Nicholas MacLeod
- 1888 Nicholas MacLeod *, James Narraway, Edwin Pope
- 1889 Richard Fleming *, James Narraway
- 1890 Robert Short
- 1891 A. Thomas Davison
- 1892 William Boultbee
- 1893 James Narraway
- 1894 A. Thomas Davison
- 1897 James Narraway
- 1898 James Narraway
- 1899 Magnus Smith
- 1904 Magnus Smith
- 1906 Magnus Smith
- 1908 Joseph Sawyer
- 1910 John Morrison
- 1913 John Morrison *, Charles Blake
- 1920 Sydney Gale *, John Harvey
- 1922 John Morrison
- 1924 John Morrison
- 1926 John Morrison
- 1927 Maurice Fox
- 1929 Maurice Fox
- 1931 Maurice Fox *, John Morrison, George Eastman
- 1932 Maurice Fox
- 1933 Robert Martin
- 1934 John Belson
- 1935 Maurice Fox
- 1936 Boris Blumin
- 1937 Boris Blumin
- 1938 Maurice Fox
- 1940 Maurice Fox
- 1941 Daniel Yanofsky
- 1943 Daniel Yanofsky
- 1945 Daniel Yanofsky, Frank Yerhoff
- 1946 John Belson
- 1947 Daniel Yanofsky
- 1949 Maurice Fox
- 1951 Povilas Vaitonis
- 1953 Frank Anderson, Daniel Yanofsky
- 1955 Frank Anderson
- 1957 Povilas Vaitonis
- 1959 Daniel Yanofsky
- 1961 Lionel Joyner
- 1963 Daniel Yanofsky
- 1965 Daniel Yanofsky
- 1969 Duncan Suttles *, Zvonko Vranesic
- 1972 Peter Biyiasas
- 1975 Peter Biyiasas
- 1978 Jean Hebert
- 1981 Igor V. Ivanov
- 1984 Kevin Spraggett
- 1985 Igor V. Ivanov *, Raymond Stone
- 1986 Igor V. Ivanov, Kevin Spraggett
- 1987 Igor V. Ivanov
- 1989 Kevin Spraggett
- 1991 Lawrence Day
- 1992 Alexandre Le Siège
- 1994 Kevin Spraggett
- 1995 Ron Livshits *, Francois Leveille, Bryon Nickoloff
- 1996 Kevin Spraggett
- 1999 Alexandre Le Siège
- 2001 Alexandre Le Siège *, Kevin Spraggett
- 2002 Pascal Charbonneau *, Kevin Spraggett
- 2004 Pascal Charbonneau *, Eric Lawson[1]
- 2006 Igor Zugic
- 2007 Nikolay Noritsyn *, Jean Hebert, Ron Livshits, Artem Samsonkin
- 2009 Jean Hebert
- 2011 Eric Hansen, Bator Sambuev *
- 2012 Bator Sambuev
- 2015[2] Leonid Gerzhoy, Eric Hansen, Tomas Krnan
- 2017 Bator Sambuev *, Nikolay Noritsyn
- 2019 Evgeny Bareev
- 2022 Yuanchen Zhang
- 2023 Nikolay Noritsyn
- 2024 Shiyam Thavandiran

## Campionat femení del Canadà
Les campiones per millor coeficient o per matx de desempat són destacats amb un asterisc al costat del seu nom.
- 1975 Smilja Vujosevic
- 1978 Nava Sterenberg
- 1981 Nava Sterenberg
- 1984 Nava Sterenberg
- 1986 Nava Sterenberg
- 1989 Nava Sterenberg
- 1991 Nava Starr (nascuda Sterenberg)
- 1995 Nava Starr (nascuda Sterenberg)
- 1996 Johanne Charest
- 2001 Nava Starr (nascuda Sterenberg)
- 2004 Dinara Khaziyeva
- 2006 Natalia Khoudgarian *, Dina Kagramanov
- 2007 Natalia Khoudgarian
- 2009 Dina Kagramanov
- 2011 Natalia Khoudgarian[3]
- 2012 Natalia Khoudgarian[4]
- 2016 Qiyu Zhou
- 2018 Maili-Jade Ouellet
- 2022 Maili-Jade Quellet
- 2024 Meili-Jade Quellet